# Let Me Entertain You
"Let Me Entertain You" is een nummer van de Britse zanger Robbie Williams. Het nummer werd uitgebracht op zijn debuutalbum als soloartiest Life Thru a Lens uit 1997. Op 16 maart 1998 werd het nummer uitgebracht als de vijfde en laatste single van het album.

## Achtergrond
Williams en Guy Chambers, auteurs van "Let Me Entertain You", wilden een nummer schrijven in de stijl van The Who na het zien van de film The Rolling Stones Rock and Roll Circus over The Rolling Stones. Op zijn eigen website zegt Williams over het nummer: "Toen we begonnen met het schrijven van de demo zat er een woedende jungle-beat onder. Het was zo hardcore en het maakte mij erg opgewonden, en ik word er nog steeds opgewonden van als ik het nu luister. Het is niet echt heavy metal, het is meer een camprock-opera!"
De tekst van het nummer bestaat voornamelijk uit seksuele toespelingen en dubbelzinnige teksten. Het vertelt het verhaal van een man die iemand probeert te verleiden om met hem vreemd te gaan. Alhoewel het geslacht van deze persoon nooit bekend wordt gemaakt, worden in de tekst de Franse woorden "mon cher" gebruikt, wat enkel tegen een man gezegd kan worden ("mijn liefste"). In een interview in 2010 zei Williams: "Ontzettend veel homoseksuele popsterren doen alsof ze hetero zijn. Ik wil een beweging starten van heteroseksuele popsterren die doen alsof ze homo zijn."
In de videoclip van "Let Me Entertain You", geregisseerd door Vaughan Arnell en opgenomen op 20 februari 1998, zijn Williams en de leden van zijn band te zien terwijl zij verkleed zijn als leden van de band KISS. De make-up van Williams lijkt erg op dat van het alter ego van Gene Simmons, dat een demoon voor moet stellen, terwijl zijn outfit erg lijkt op dat van Paul Stanley. De video wordt gezien als parodie op de rockmuziek uit de jaren '70. Williams was bezorgd dat de leden van KISS een rechtszaak zouden aanspannen tegen de video, aangezien Simmons ooit de band King Diamond aanklaagde vanwege het soortgelijke gebruik van de make-up in de jaren '80, maar dit gebeurde uiteindelijk niet.
"Let Me Entertain You" werd een grote hit in thuisland het Verenigd Koninkrijk, waar de single de 3e positie behaalde in de UK Singles Chart en zo na "Old Before I Die" en "Angels" de derde top 5-hit van het album werd. In Ierland werd de 23e positie bereikt, maar in de rest van de wereld waren de noteringen enigszins teleurstellend te noemen.
In Nederland werd de plaat destijds veel gedraaid op de landelijke radiozenders, maar haalde gek genoeg de Nederlandse Top 40 op destijds Radio 538 niet en bleef steken op de 2e positie in de Tipparade. De single haalde wél de publieke hitlijst; destijds de Mega Top 100 op Radio 3FM en bereikte slechts de 42e positie. 
In België werden zowel de Vlaamse Ultratop 50 als de Vlaamse Radio 2 Top 30 en de Waalse Ultratop 50 niet bereikt. De plaat bleef steken in de Vlaamse "Ultratip".
Tijdens live-optredens van Williams opent hij meestal met "Let Me Entertain You", vanwege de energie die in het nummer zit. Zo opende hij onder meer de Brit Awards van 1999 en het Diamond Jubilee Concert in 2012 met het nummer. Ook zong hij het nummer op Live 8 in 2005. Tijdens de optredens improviseert hij vaak met de melodie en de tekst van het nummer, zodat het past bij de locatie of het evenement; zo verandert hij de regel "You're my rock of empathy" in "Hello [locatie], remember me?" Hij zingt het refrein bijna nooit zelf en vertrouwt vaak op het publiek en de achtergrondzangers om deze wel te zingen.

## Hitnoteringen

### Mega Top 100
| Hitnotering: 18-04-1998 t/m 06-06-1998 | Hitnotering: 18-04-1998 t/m 06-06-1998 | Hitnotering: 18-04-1998 t/m 06-06-1998 | Hitnotering: 18-04-1998 t/m 06-06-1998 | Hitnotering: 18-04-1998 t/m 06-06-1998 | Hitnotering: 18-04-1998 t/m 06-06-1998 | Hitnotering: 18-04-1998 t/m 06-06-1998 | Hitnotering: 18-04-1998 t/m 06-06-1998 | Hitnotering: 18-04-1998 t/m 06-06-1998 | Hitnotering: 18-04-1998 t/m 06-06-1998 |
| Week                                   | 1                                      | 2                                      | 3                                      | 4                                      | 5                                      | 6                                      | 7                                      | 8                                      |                                        |
| -------------------------------------- | -------------------------------------- | -------------------------------------- | -------------------------------------- | -------------------------------------- | -------------------------------------- | -------------------------------------- | -------------------------------------- | -------------------------------------- | -------------------------------------- |
| Positie                                | 65                                     | 52                                     | 42                                     | 42                                     | 47                                     | 49                                     | 65                                     | 78                                     | uit                                    |

### NPO Radio 2 Top 2000
| Nummer met noteringen in de NPO Radio 2 Top 2000 | '14 | '15 | '16 | '17 | '18 | '19 | '20 | '21 | '22 | '23 | '24 |
| ------------------------------------------------ | --- | --- | --- | --- | --- | --- | --- | --- | --- | --- | --- |
| Let Me Entertain You                             | 768 | 656 | 712 | 802 | 847 | 870 | 798 | 782 | 820 | 657 | 979 |

1. ↑  Een vetgedrukt getal geeft de hoogste notering aan.
2. ↑  2014 was het eerste jaar met een notering voor dit nummer.